# ファッション写真

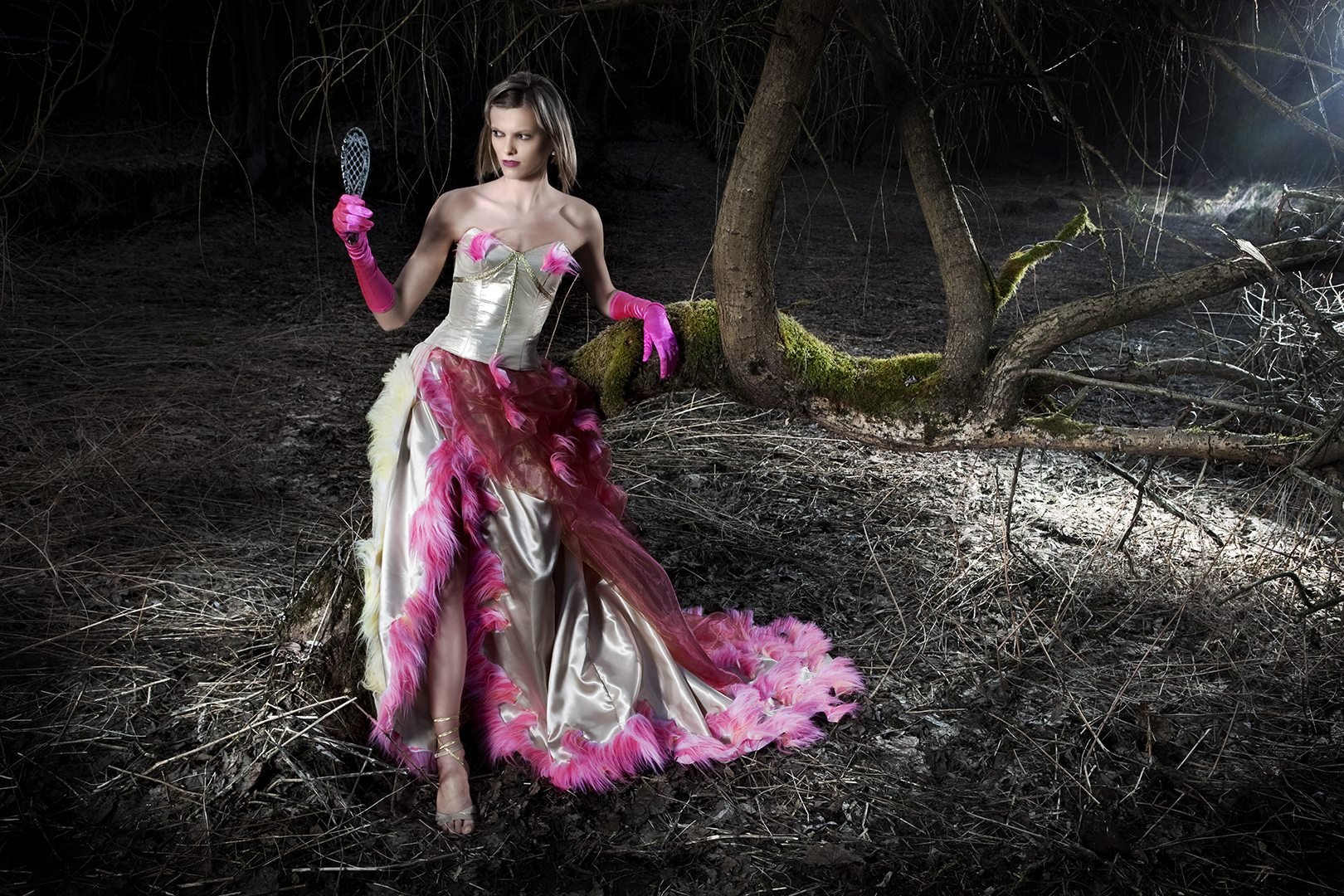
女性モデルのファッション写真

ファッション写真（ファッションしゃしん）とは、ファッションを映し込んだ写真作品。流行など対象となる服または服飾品を身につけたファッションモデルを撮影し広告、ファッション雑誌などの媒体に用いたりする写真のこと。なお、「モード写真」という用語もあるが、それはここでの「ファッション写真」、着飾った上流階級の婦人を肖像画的に撮影した写真（ジャック＝アンリ・ラルティーグ（Jacques-Henri Lartigue; 1894-1986）ら）を含む、範囲の広い用語である。

## 歴史
- 戦前

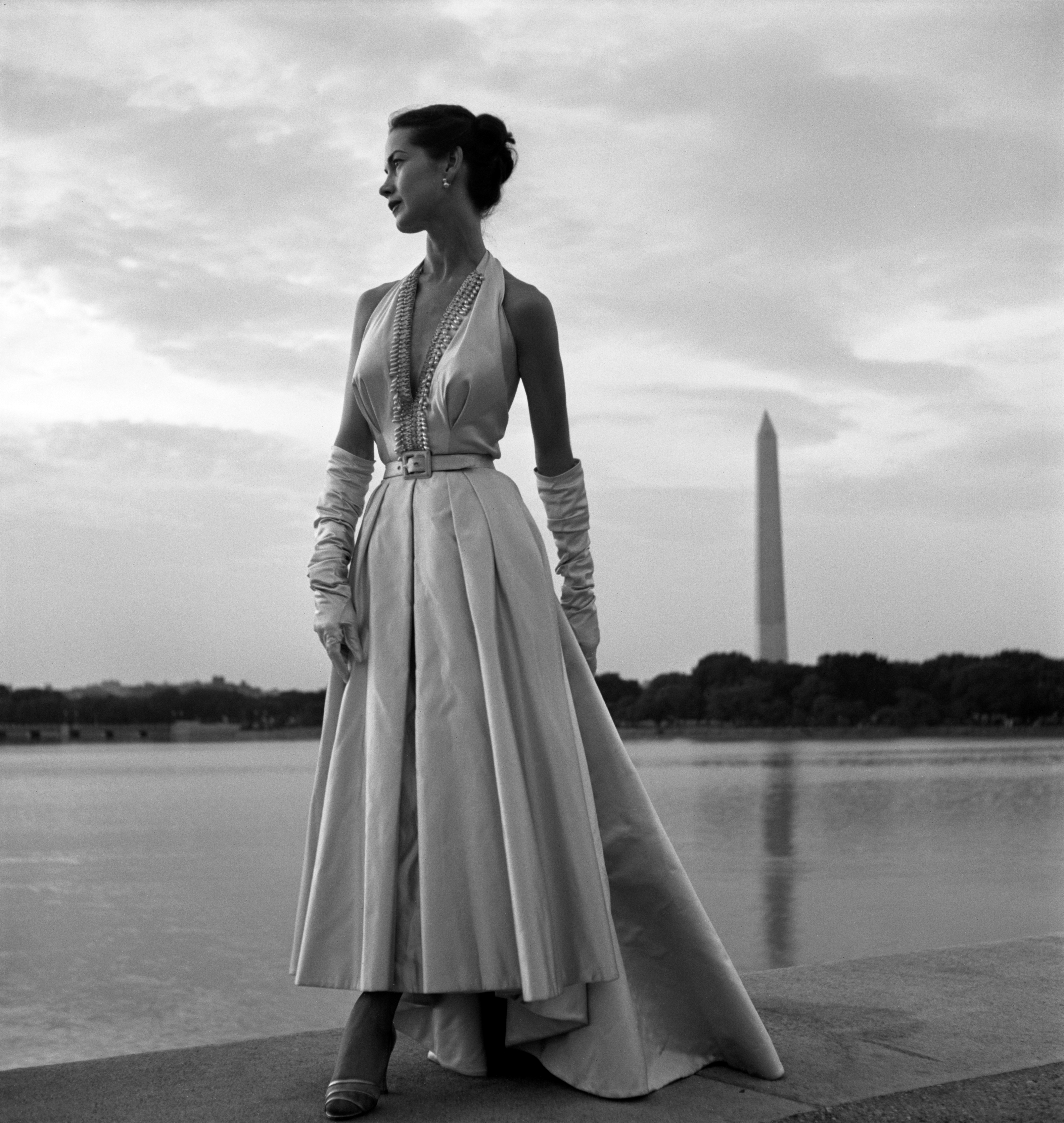
トニ・フリッセルによる作品。1949

最古の写真は、1826年にニセフォール・ニエプスによって撮影されたものだった。ファッション写真は、20世紀に入ってから成立したといわれる。
20世紀前半にファッション写真を掲載した雑誌として知られるものは2つある。一つはヴォーグ（VOGUE)で、もう一つはハーパーズ バザー（Harper's BAZAAR, 1867年Harper & Brothers 社より創刊）である。この2誌には多くのファッション写真が掲載され、多くの優れた写真家が育っていった。
初期においては、アドルフ・ド・メイヤー（Adolf de Meyer; 1868-1946、ヴォーグの最初の専属写真家）とエドワード・スタイケン（Edward Steichen; 1879-1973、ヴォーグ）が、スタジオにおいてピクトリアリスム的なソフトフォーカスなどの手法で、いわば耽美的・幻想的かつ優雅なファッション写真を撮影している。
これを受けて、セシル・ビートン（Cecil Beaton; 1904-1980、イギリス版ヴォーグ）とホルスト・P・ホルスト（Horst P. Horst; 1906-1999、フランス版ヴォーグ）は、ピクトリアリスムを捨て、シャープな視線で、モデルの撮影を続け、競い合うようにして、スタジオにおけるファッション写真の質を、著しく高めた。この結果、1920年代後半から1930年代にかけて、スタジオにおけるファッション写真では、最高のモデルを最高の撮影条件のもとで撮影するというスタイルが確立された。
また1920年代後半には、ジョージ・ホイニンゲン＝ヒューン（George Hoyningen-Huene; 1900-1968、ヴォーグのちハーパーズ バザー）が、屋外に出て撮影したり、複数のモデルを1枚の作品に用いるといった、今まででは考えにくい、手法を用い始めた。
1930年代に入ると、ジャーナリズム出身(報道写真出身)のマーティン・ムンカッチ（Martin Munkacsi; 1896-1963、ハーパーズ バザー）が登場し、ホイニンゲン＝ヒューンの手法に加えて、モデルの動きや自然な表情をとりいれた。なお、このような動きは、同時期にノーマン・パーキンソン（Norman Parkinson; 1913-、ハーパーズ バザー）も採用している。また、この時期にはシュルレアリスムの影響を受けたファッション写真も登場した。例えばマン・レイ（Man Ray ; 1890-1976）、アーウィン・ブルーメンフェルド（Erwin Blumenfeld; 1897-1969）、アンドレ・ダースト （André Durst; 1907-1949）らによる作品が、ファッション雑誌に掲載されている。1930年代後半から1940年代にかけては、ファッション写真に演出性が増し、ストーリー性も生まれている。アートディレクター主導といっていい作品も増えてくる。女性作家が大きく活躍し始めるのも、この時期である。
この時期を代表する主な写真家には、以下の人物がいた。
- クリフォード・コフィン（Clifford Coffin; born 1916、ヴォーグ）
- ジョージ・プラット・ラインス（George Platt Lynes;1907-1955、ハーパーズ バザーおよびヴォーグ）
- ルイーズ・ダール＝ウォルフ（Louise Dahl-Wolfe; 1895-1989、女性／ハーパーズ バザー）
- リリアン・バスマン（Lillian Bassman; b. 1917、女性／ハーパーズ バザー）
- フランシス・マクローリン＝ギル（Frances McLaughlin-Gill; b. 1919、女性／ヴォーグ）
- ハーマン・ランショフ（Herman Landshoff; b. 1905、ハーパーズ バザーおよびヴォーグ）
- ルイス・フォア（ルイス・ファウア、Louis Faurer; 1916-2001）

- 戦後

1945年から1960年代にかけては、群衆シーンや動物（ゾウなど）、スナップ写真風などの表現が登場している。
具体的な主要作家は、以下のとおりである。
- トニ・フリッセル
- フランク・ホーヴァット（Frank Horvat; b. 1928、途中からハーパーズ バザー）
- リチャード・アヴェドン（Richard Avedon; 1923-2004、ハーパーズ バザー）
- アーヴィング・ペン（Irving Penn; b. 1917、ヴォーグ）
- ウィリアム・クライン（William Klein; b. 1928、ヴォーグ）

とくに、アヴェドンとペンのファッション写真における活躍、他への影響は、以前のなにものにも増して、重要であるとされる。

## 書籍
- 世界写真全集第9巻／ファッション・フォトグラフィ／集英社／1983年（新装版1989年）
- 太陽1992年7月号・特集100 Fashion Photos／平凡社／1992年
- VANITÉS／19世紀～20世紀モード写真展【虚栄】／朝日新聞社／1994年